# Silvia Kempin
Silvia Kempin z domu Käwel (ur. 27 stycznia 1955) – niemiecka lekkoatletka, płotkarka. W czasie swojej kariery reprezentowała Republikę Federalną Niemiec.
Zajęła 5. miejsce w biegu na 100 metrów przez płotki na mistrzostwach Europy juniorów w 1973 w Duisburgu. Na halowych mistrzostwach Europy w 1974 w Göteborgu i na halowych mistrzostwach Europy w 1975 w Katowicach odpadła w eliminacjach biegu na 60 metrów przez płotki.
Zdobyła brązowy medal w biegu na 60 metrów przez płotki na halowych mistrzostwach Europy w 1978 w Mediolanie, przegrywając jedynie z Johanna Klier z Niemieckiej Republiki Demokratycznej i Grażyną Rabsztyn z Polski. Na mistrzostwach Europy w 1978 w Pradze awansowała w biegu na 100 metrów przez płotki do półfinału, ale nie ukończyła biegu pólfinałowego. Odpadła w półfinałach biegu na 60 metrów przez płotki na halowych mistrzostwach Europy w 1979 w Wiedniu i halowych mistrzostwach Europy w 1980 w Sindelfingen, a na halowych mistrzostwach Europy w 1981 w Grenoble zajęła 4. miejsce w biegu na 50 metrów przez płotki.
Kempin była mistrzynią RFN w biegu na 100 metrów przez płotki w latach 1975–1978, 1980 i 1981 oraz wicemistrzynią na tym dystansie w 1979, a także mistrzynią w sztafecie 4 × 100 metrów w 1981. Była również halową mistrzynią RFN w biegu na 60 metrów przez płotki w latach 1974, 1975, 1978 i 1981, wicemistrzynią w tej konkurencji w 1977 i 1980 oraz brązową medalistką w 1977.
Dwukrotnie ustanawiała rekord RFN w biegu na 100 metrów przez płotki, najpierw czasem 12,9 s przy pomiarze ręcznym 30 sierpnia 1976 w Leverkusen, a następnie wynikiem 13,06 s przy pomiarze automatycznym 10 czerwca 1979 w Fürth.
Jej rekord życiowy hali w biegu na 50 metrów przez płotki wynosił 6,83 s (ustanowiony 21 lutego 1981 w Grenoble), a w biegu na 60 metrów przez płotki 8,08 s (ustanowiony 11 marca 1978 w Mediolanie).